# Oñate
Oñate (oficialmente en euskera: Oñati) es un municipio de la provincia de Guipúzcoa, en la comunidad autónoma del País Vasco en España. Pertenece a la comarca del Alto Deba y tiene una población de 11 537 habitantes (INE 2024). La extensión del municipio es de 107,31 km², por lo que la densidad poblacional es de 106,18 hab./km². Ostenta los títulos de muy noble y leal villa.[cita requerida]
Oñate fue una villa señorial poderosa que pasó a ser condado. No se integró en la provincia de Guipúzcoa hasta 1845. En su seno se fundó la primera universidad del País Vasco, la universidad de Oñate, en 1543. Es el municipio más extenso de la provincia y el núcleo urbano se encuentra a una altitud de 231 m s. n. m., mientras que la altura máxima es de 1368 m y se da en la cima del monte Artzanburu.

## Toponimia
Las fórmulas de Oñati y Oñate que aparecen en los documentos antiguos hacen referencia a su orografía; la villa está rodeada de montañas, y aparecen relacionadas con 'pie de puerto' o 'abundancia de colinas'.
El gentilicio vasco oñatiarra se emplea habitualmente también en castellano. Oñacino, -a es más utilizado para referirse a los partidarios de la Casa de Oñaz en las guerras de bandos de la Edad Media y el Renacimiento.

## Símbolos
El escudo de armas de la villa de Oñate refleja las familias que han tenido relevancia histórica. Está dividido en tres cuarteles. En los dos superiores se representan, en el izquierdo un águila como símbolo de la familia gamboina de los Garibai, los Aguillos; en el derecho se representa un ciervo en actitud de correr, como símbolo de la familia oñacina de los Murguia, los Cervunos. El cuartel inferior está ocupado por un ciervo herido sobre un trigal y sobre él un águila con garras y picándole el corazón. Esto simboliza una batalla medieval que fue perdida por los oñacinos, en la que se exterminó a los Murguia. Antiguamente ostentaba la leyenda «Zara bay. — Zeren bay? — Gari bay» («Date en prenda. — ¿De qué? — Del trigo»). Este escudo fue de la familia de Garibay y fue adoptado por el pueblo en 1775 para sustituir a otro en que figuraba San Miguel.

## Geografía
La villa de Oñate está situada en el sudoeste de la provincia de Guipúzcoa, en los límites con Álava, en la cuenca alta del río Deva y rodeada de montañas. Las poblaciones vecinas importantes son Mondragón (10 km), Vergara (12 km), Legazpia (13 km), y Éibar (27 km).
Oñate queda a 73 km de San Sebastián, capital de la provincia; a 52 km de Vitoria, capital de Álava y del País Vasco; y a 64 km de Bilbao, capital de Vizcaya. Limita al norte con Vergara y Anzuola, al sur con Álava, al este con Legazpia y al oeste con Mondragón y Arechavaleta.

### Composición
Además del centro urbano, tiene dieciséis barrios: Aránzazu, Araotz, Berezao, Garagalza, Garibai, Goríbar, Larraña, Lezesarri, Murguía, Olabarrieta, Sancholopetegui, Torreauzo, Urrexola, Uribarri, Zañartu y Zubillaga.

### Hidrografía
De los montes que rodean Oñate bajan varios ríos que se juntan en el núcleo urbano. Por un lado el Ubao y el Olabarrieta, y por otro el Auntz-erreka. Estos ríos pasan por el curioso claustro de la iglesia de San Miguel. Poco después se junta el río Aránzazu, que recorre 1 km bajo tierra, entra por Guesalza y sale por la cueva San Elías junto al Aráoz y al Urkulu. El río así formado, el Oñate, desemboca en el río Deva en el barrio vergarés de San Prudencio.

### Orografía
La villa de Oñate se sitúa en la cuenca alta del río Deba, rodeada de diferentes sierras cuyas cumbres se encuentran entre las más altas del País Vasco, como Aizcorri (1528 m), Aquetegui (1544 m), Aitxuri (1551 m), Andarto (1076 m) o Elgea-Artia (1117 m). El núcleo urbano se asienta en un valle en el que confluyen los ríos procedentes de las sierras que lo rodean, formando el Oñate, que es afluente del Deva.
Las montañas están formadas por roca caliza que ha dado lugar a una gran zona kárstica con complejos subterráneos de gran extensión y profundidad. Se ha abierto a visitas turísticas la cueva de Arrikrutz como muestra del fenómeno kárstico en la zona.
El amplio valle que ocupa el núcleo urbano del municipio de Oñate contrasta con los montes que lo rodean, en especial con los que se sitúan al sur, que tienen las cumbres más altas de lo Montes Vascos.
El terreno es de pizarras areniscas que se vuelven caliza arreficial al sur en la sierra de Aizgorri.

### Clima
La ubicación de Oñate hace que su clima sea templado y húmedo, clasificándose dentro del oceánico templado. La altitud de las montañas que lo rodean, superiores a los 1000 m, hace que en los lugares altos haya influencia del clima de la montaña. La temperatura oscila entre los 10 y 22 °C.

### Comunicaciones
La carretera principal, que recorre el territorio municipal y pasa por el núcleo urbano, es la GI-2630. Esta carretera va desde el barrio vergarés de San Prudencio (Elorregi), donde se une a la GI-627, que recorre el valle del Deba, y a la autopista AP-1, Éibar-Vitoria, hasta la localidad de Mondragón.
Del núcleo urbano parte la carretera GI-3591, que une este con el santuario de Aránzazu y el barrio de Araotz; a este se llega tomando la GI-3592. La carretera GI-3593 une el barrio de Urrexola y el valle de Zañartu.
Desde 1923 contó con un ferrocarril de vía estrecha que unía la localidad a la línea Vergara-Vitoria-Estella. En 1938 se electrificó, y se cerró el 31 de diciembre de 1967.
El barrio de Bríncola (Legazpia), situado a 10 km del núcleo urbano, cuenta con una estación de Adif que da acceso a red ferroviaria de RENFE en la que dan servicio los trenes de cercanías de San Sebastián de la compañía Renfe. También están cerca las estaciones de Zumárraga y Legazpia, a las que se pueden ir en autobús.
El transporte aéreo se centraliza en los aeropuertos de San Sebastián (Guipúzcoa), Foronda (Álava) y Bilbao (Vizcaya). Los puertos de Bilbao y Pasajes completan la oferta de transporte marítimo.

## Historia

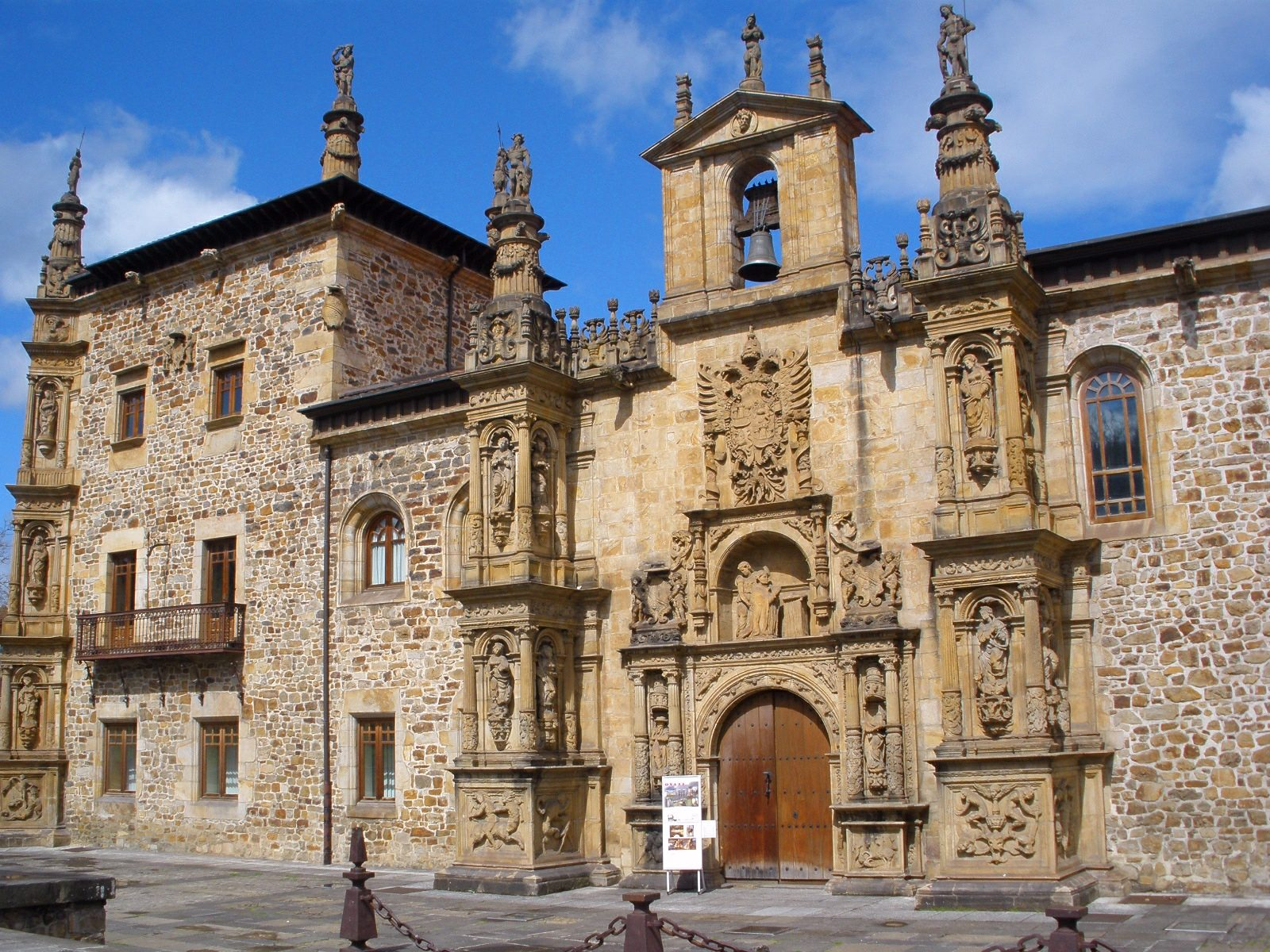
Fachada renacentista de la Universidad Sancti Spiritus

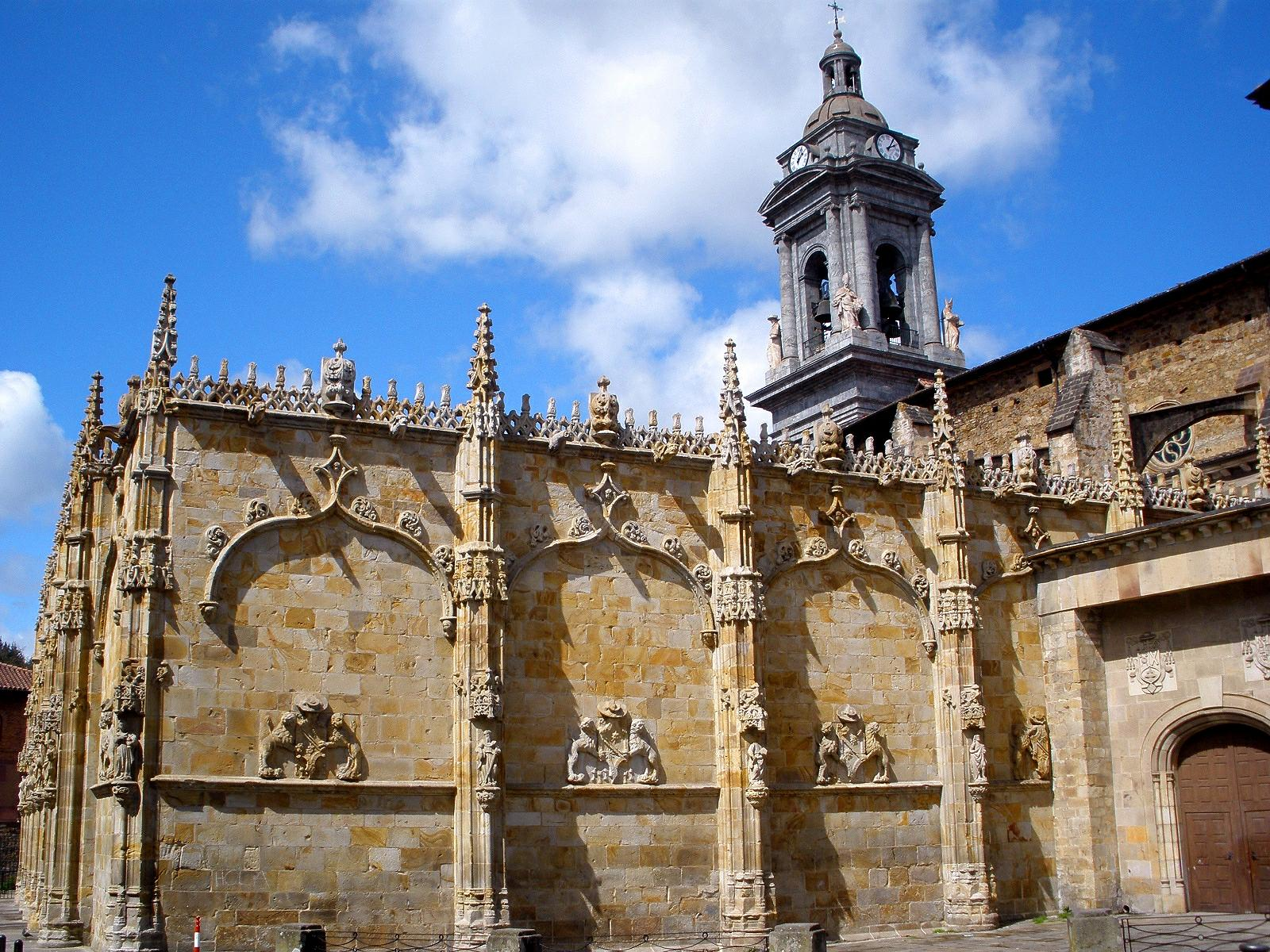
Torre y claustro de la iglesia parroquial de San Miguel Arcángel

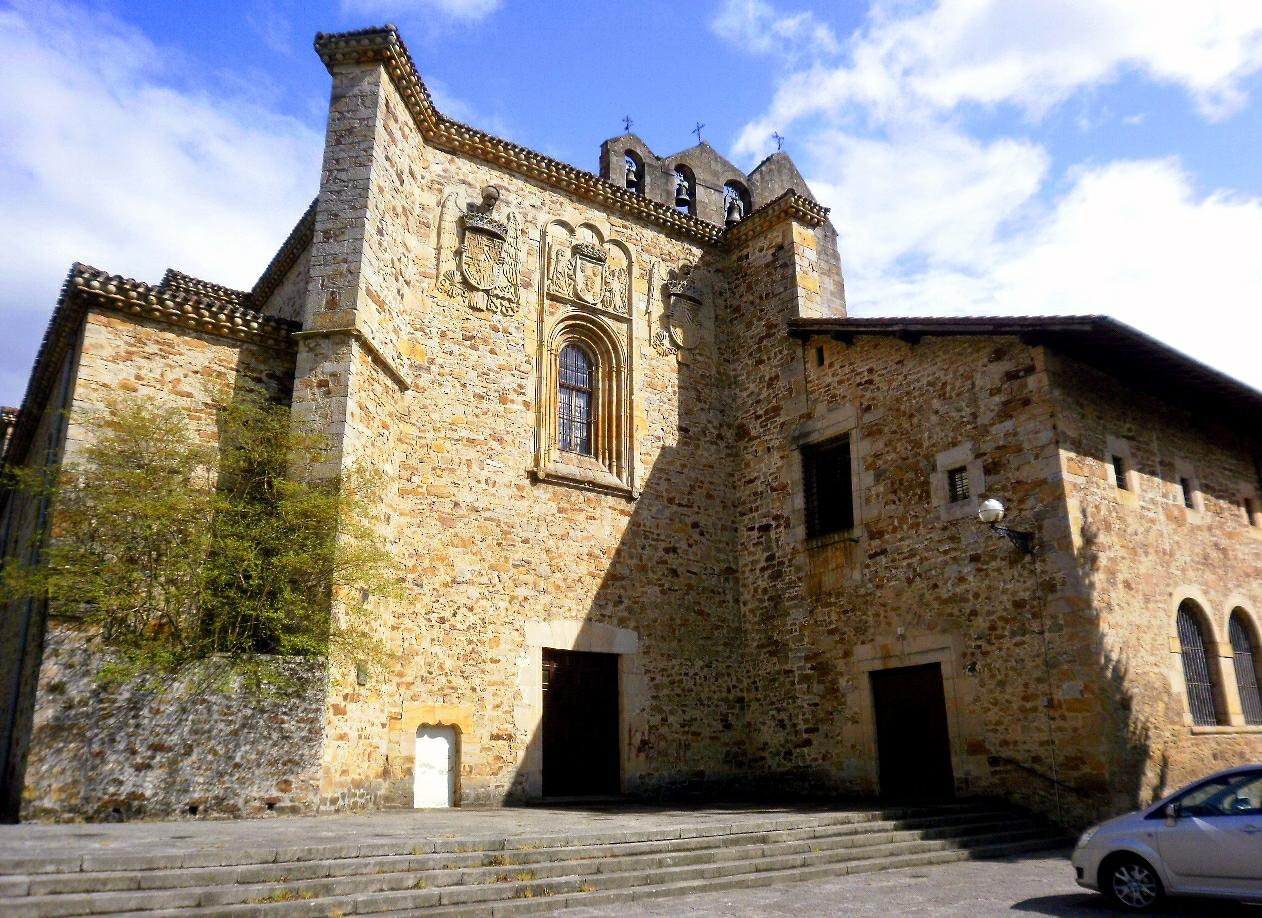
Monasterio de Santa Clara de Bidaurreta

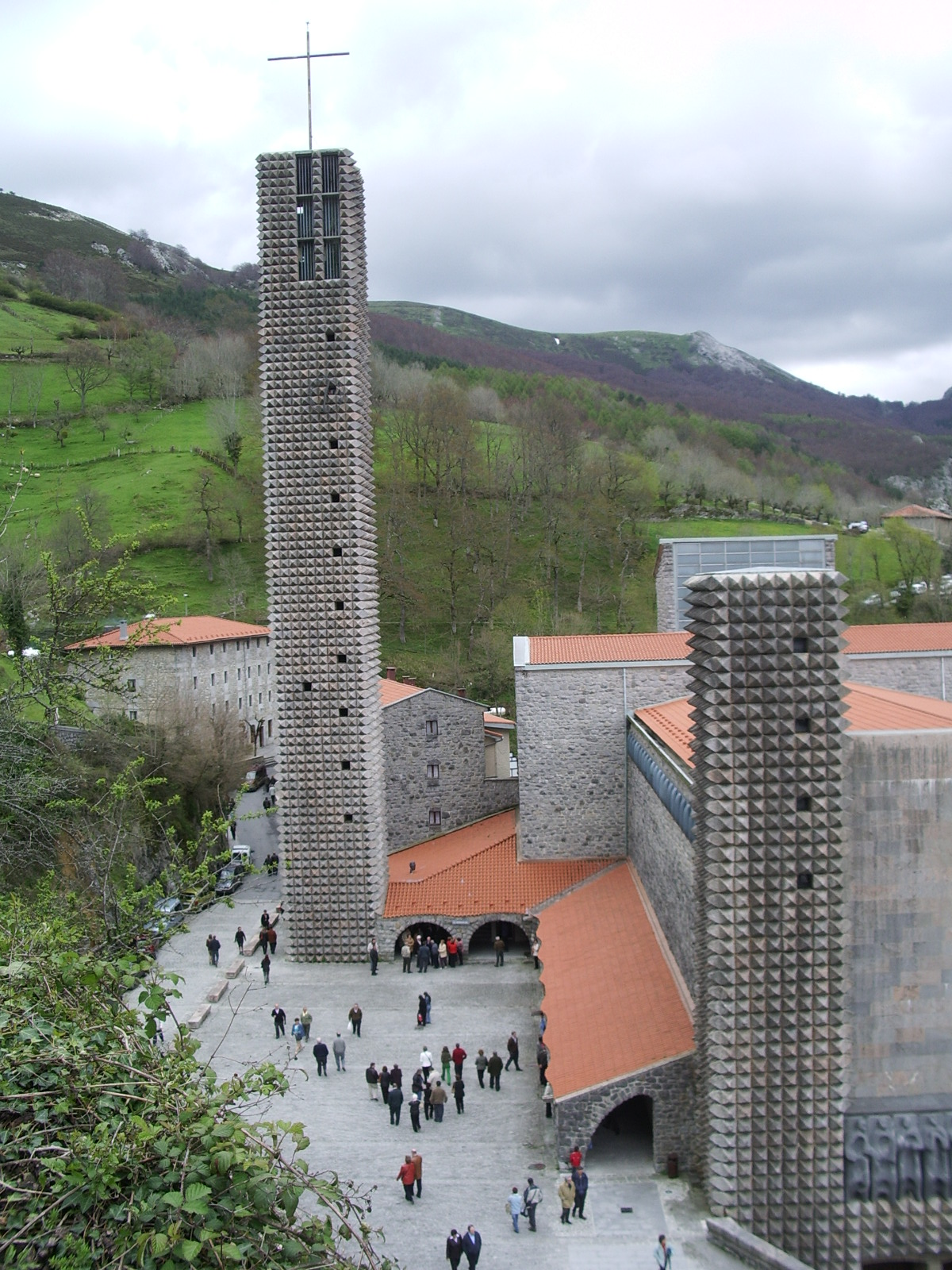
Santuario de Aránzazu

En las campas de Urbía hay numerosos monumentos megalíticos que atestiguan la presencia humana en tierras del municipio de Oñate en épocas prehistóricas.
El nombre de la villa aparece por primera vez en 1200 en las indulgencias concedidas por el obispo de Calahorra en 1200: Ecclesiam sancti michaeli de Onati. Posteriormente en castellano se convirtió en Oñate por la evolución fonética de la -i final postónica en -e.
Oñate fue una Villa de Señorío pasando luego a condado. El condado estuvo regido por la familia Vela y posteriormente sus descendientes los Guevara de Álava, reminiscencia que había quedado de la anterior. Los condes de Oñate tenían autoridad sobre su condado, lo que les permitía cobrar impuestos, nombrar al alcalde, nombrar al abad de la iglesia, ejercer la justicia y capitanear las tropas, entre otros derechos. Entre los derechos que disfrutaba estaba el de puerco ezkurbeste, que consistía en la asignación para el Señor de un cerdo de cada piara que engordase en los montes del condado. La torre de Zumeltzegi era la residencia del conde en la villa y muestra de su poder. En el condado se utilizaba el fuero castellano para cuestiones referentes a los hidalgos y el navarro para las cuestiones referentes a los labradores y plebeyos.
El poder del Señor de Oñate fue cuestionado frecuentemente por los vecinos de la villa que buscaban la integración dentro de Guipúzcoa o Álava. En 1388 se produjo un intento de desligarse del Conde de Oñate por parte de 87 hidalgos de la villa, intento que fue duramente reprimido por el entonces conde, Beltrán de Guevara. Las revueltas se mantuvieron durante 1389. En el siglo XVI se produjeron varias revueltas importantes en las que llegaron a participar el concejo y el cabildo eclesiástico, hasta que en 1540 se pide legalmente la anexión a Guipúzcoa.
En 1652 finaliza el pleito abierto para lograr esta anexión con el resultado de mantener la independencia del condado de Oñate. No será hasta 1845, con motivo de la supresión de los derechos señoriales, cuando se incorporó a la provincia de Guipúzcoa con plenos derechos. Dentro de las luchas por más derechos se logró, en el siglo XV, que el alcalde fuera nombrado por votación popular, aunque el conde se reservaba el derecho a confirmarlo y a nombrar el llamado «alcalde mayor».
La familia Guevara ostentó el Señorío de Oñate desde 1149 hasta su anexión a Guipúzcoa en 1845. Hasta 1201 los Señores de Oñate eran vasallos del rey de Navarra y luego pasaron a serlo del rey castellano dependiendo directamente del rey. Participaron en las guerras de bandos del lado gamboino y durante los siglos XIII y XIV adquirieron el patronato del monasterio de San Miguel y el control de las ferrerías de Zubillaga. Las tropas de Oñate al mando de Pedro Vélez de Guevara quemaron la vecina villa de Mondragón en 1448.
Íñigo Vélez de Guevara llegó a enfrentarse al poder real. El Condestable de Castilla, Miguel Lucas de Iranzo, se había hecho eco de las demandas de los vecinos y logró evitar la incorporación a Guipúzcoa manteniendo el poder feudal incluso tras las denuncias de dar cobijo a bandidos y perseguidos de la Justicia real. En 1539 se construyó la Universidad por encargo del obispo Rodrigo Mercado de Zuazola.
Durante las guerras carlistas Oñate fue plaza fuerte carlista, cuartel general del Pretendiente y refugio de tropas carlistas derrotadas. Se llegó a editar la Gazeta oficial del reino y ejército carlista y a la construcción de una fábrica de armas.
En 1845, después de la desaparición de los derechos señoriales, se incorpora a la provincia de Guipúzcoa, en cuyas Juntas Generales ocupó el segundo puesto a la izquierda del Corregidor Real. En el protocolo de anexión se aceptaron varias condiciones expuestas por el Conde de Oñate; éstas eran que se construyera una carretera desde el vecino Ormáiztegui a Oñate, que se aumentara la concesión de mantenimiento a la universidad y que se le abonara una renta anual de 20 000 reales. Esta anexión se formaliza el 9 de octubre de ese año. Antes, durante ese mismo siglo XIX dependió de Guipúzcoa en algunos periodos de tiempo, de 1808 a 1814, de 1820 a 1823 y de 1832 a 1839.

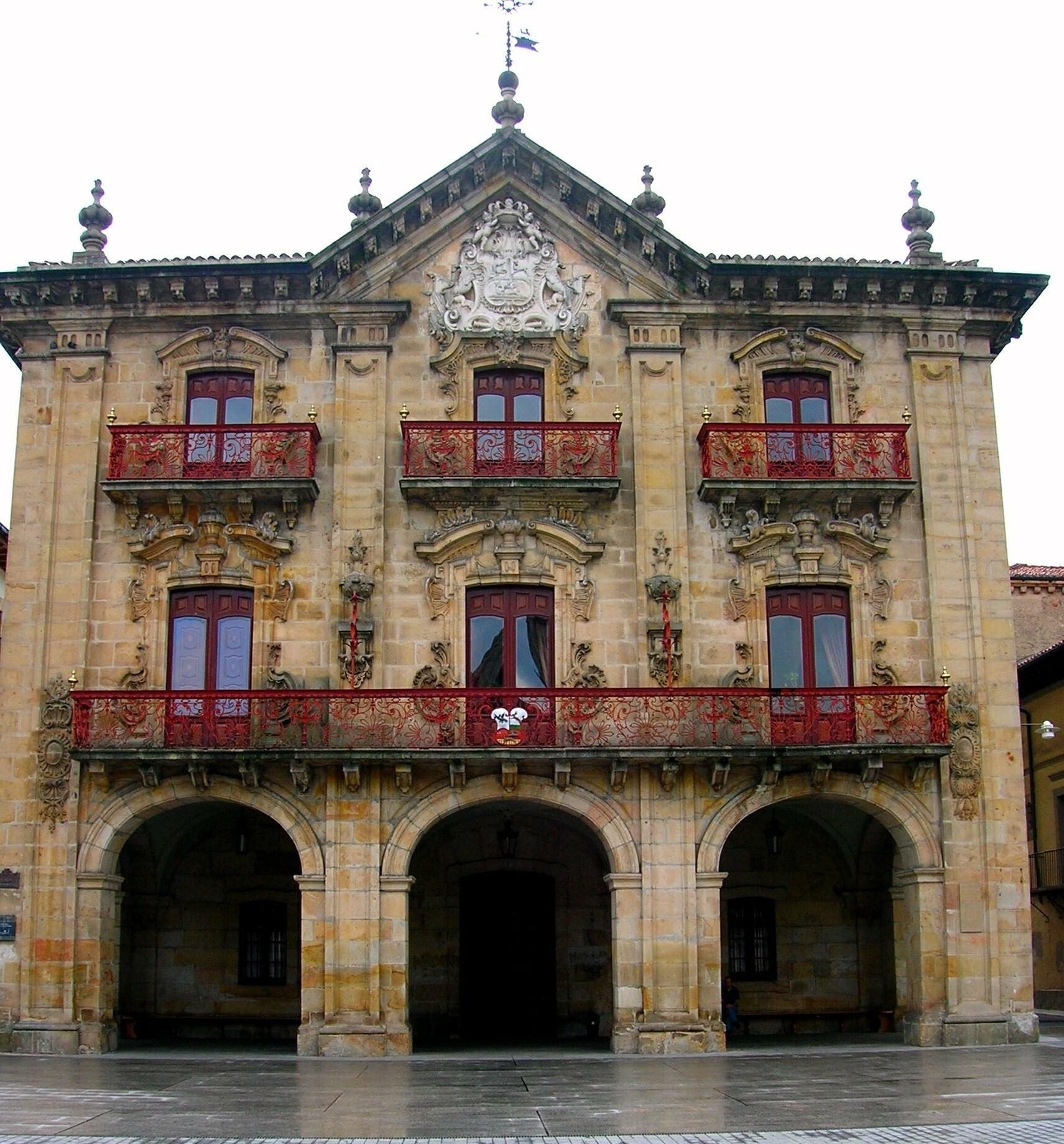
Casa consistorial

## Demografía
Oñate cuenta con una población de 11 537 habitantes (INE 2024).
| Gráfica de evolución demográfica de Oñate entre 1842 y 2021                                                         |
| |
| Población de derecho según los censos de población del INE Población de hecho según los censos de población del INE |

## Economía
La industria es la actividad económica más relevante del municipio, seguida de los servicios. La agricultura ocupa a un 11 %. Los servicios se centran en la atención de las necesidades básicas de la población y en un incipiente turismo de interior.
Sector primario
El sector primario ocupa a un 11 % de la población laboral. Las tierras del municipio son buenas tierras de pastos, como las campas de Urbía, que dan sustento a una abundante cabaña ganadera compuesta de ovino y bovino. La agricultura también ha tenido un peso importante, así como la explotación forestal de sus bosques, bien para la obtención de madera o para la fabricación de carbón vegetal. Las actividades ganadera y forestal se mantienen como actividades económicas relevantes.
Sector secundario
El sector secundario es el motor económico del municipio. Históricamente han sido las actividades más relevantes habiendo antecedentes de varias ferrerías y herrerías que aprovechaban la riqueza de combustible (carbón vegetal) y de fuerza hidráulica para obtener hierro y transformarlo, posteriormente, en diversos objetos, como herramientas, armas, clavos... Esta actividad se completaba con artesanos de diferentes oficios, como cesteros, tejedoras, molineros, etc.
La entrada de la industria moderna propició la conversión de los pequeños talleres manuales en empresas industriales. La industria de Oñate es muy diversificada, desde fábricas de cerillas y chocolate, hasta elementos metálicos de todo tipo. Desde Osinurdin en Zubillaga hasta el núcleo urbano se ha creado una zona industrial de unos cuatro kilómetros de longitud.
Sector servicios
El sector servicios, centrado en cubrir las necesidades básicas de la población y en un turismo interior importante, tiene cierta relevancia económica. Los servicios especializados se cubren en las poblaciones vecinas de Mondragón y Vergara incluso en las capitales de provincia cercanas, como Vitoria y San Sebastián. El turismo está centrado en dos ámbitos diferentes: por un lado, la riqueza monumental en la que queda integrado el santuario de Aránzazu, y por otro, el de la riqueza natural, cuyo eje principal es el parque natural de Aizcorri con las campas de Urbía como corazón central. El turismo rural tiene cada vez una mayor relevancia.

## Administración y política
| Partido político                                              | 2023  | 2023       | 2019  | 2019       | 2015  | 2015       | 2011  | 2011       | 2007     | 2007       |
| Partido político                                              | %     | Concejales | %     | Concejales | %     | Concejales | %     | Concejales | %        | Concejales |
| Euskal Herria Bildu (EH Bildu)-Bildu                          | 58,74 | 11         | 53,45 | 10         | 51,98 | 10         | 52,30 | 11         | —        | —          |
| Euzko Alderdi Jeltzalea-Partido Nacionalista Vasco (EAJ-PNV)  | 30,69 | 6          | 40,32 | 7          | 41,01 | 7          | 30,61 | 6          | 44,90    | 8          |
| Partido Popular del País Vasco (PP)                           | 1     | 0          | —     | —          | 1,43  | 0          | 3,21  | 0          | 5,19     | 1          |
| Partido Socialista de Euskadi-Euskadiko Ezkerra (PSE-EE PSOE) | 3,90  | 0          | 5,00  | 0          | 3,55  | 0          | 3,76  | 0          | 7        | 1          |
| Aralar                                                        | —     | —          | —     | —          | —     | —          | 3,64  | 0          | Con EB-B | Con EB-B   |
| Ezker Batua-Berdeak (EB-B)                                    | —     | —          | —     | —          | —     | —          | 3,00  | 0          | 25,04    | 4          |
| Hamaikabat (H1!)                                              | —     | —          | —     | —          | —     | —          | 2,88  | 0          | —        | —          |
| Eusko Alkartasuna (EA)                                        | —     | —          | —     | —          | —     | —          | —     | —          | 15,85    | 3          |

En las elecciones locales de 2015, la coalición Euskal Herria Bildu obtuvo la mayoría absoluta, por lo que su cabeza de lista, Mikel Biain Berraondo, fue reelegido alcalde.
Por partidos:
EH Bildu: Obtiene 3.137 votos, por lo que pierde 167 de los votos obtenidos por Bildu en los anteriores comicios y un concejal, aunque mantiene la mayoría absoluta con 10 de los 17 concejales posibles.
EAJ-PNV: Sube 539 votos respecto a la cita electoral anterior y pasa de 6 a 7 concejales.
PSE-EE: Obtiene 214 votos perdiendo 24 votos respecto a los comicios anteriores, y sigue sin representación en el consistorio.
PP: Pierde 117 votos y obtiene 86 votos en total, por lo que no consigue representación en el consistorio.

## Cultura

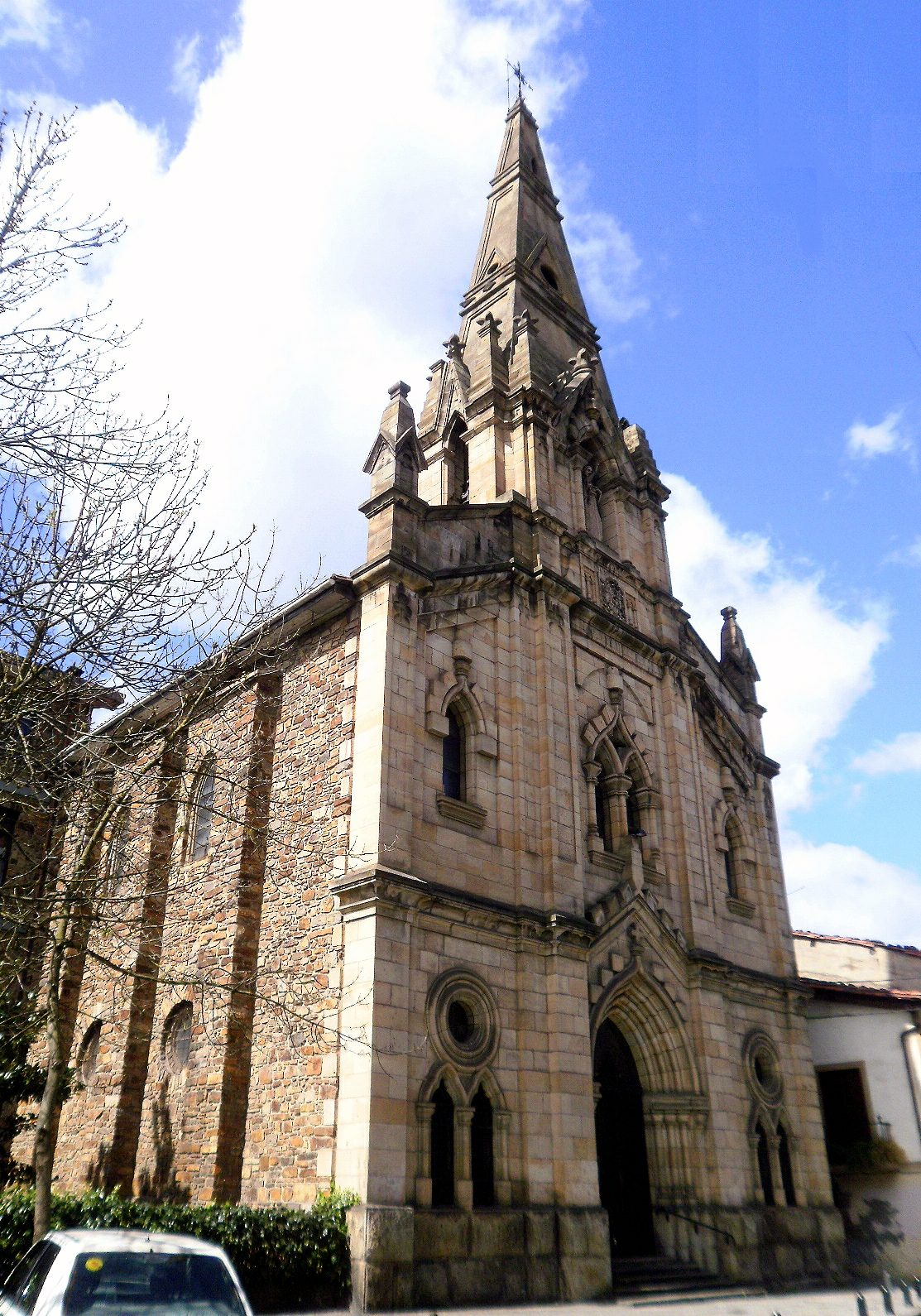
Iglesia de los Clérigos Regulares Lateranenses

### Patrimonio
- Universidad Sancti Spiritus, edificio renacentista del siglo XVI, fundado en 1540 por el obispo Rodrigo Mercado de Zuazola, está considerado uno de los más importantes del País Vasco en ese estilo. En su interior destacan el claustro, la capilla y el artesonado mudéjar. Desde mediados del siglo XVI hasta principios del siglo XX (1901) funcionó como la primera y única universidad del País Vasco. En la actualidad, desde 1989, el edificio acoge el Instituto Internacional de Sociología Jurídica (IISJ).

- Iglesia parroquial de San Miguel Arcángel, templo gótico construido fundamentalmente en el siglo XV. Capta el interés en particular el curioso claustro sobre el río Ubao, construido por el obispo Rodrigo Mercado de Zuazola en el siglo XVI y de estilo gótico flamígero. En el interior, son de destacar: la capilla de la Piedad, recinto funerario del obispo Rodrigo Mercado de Zuazola, con mausoleo y retablo platerescos; el retablo mayor, barroco; y la cripta, que acoge el sepulcro gótico en alabastro de Pedro Vélez de Guevara, señor de Oñate. La torre, neoclásica del siglo XVIII, es obra de Martín Carrera.

- Monasterio de Santa Clara de Bidaurreta, de monjas Clarisas y estilo gótico isabelino, fue fundado por Juan López de Lazarraga en 1510. En el interior de su iglesia destacan el retablo mayor, barroco, y el primer retablo renacentista, según datación cronológica (1533), de Guipúzcoa, de estilo plateresco.

- Santuario de Aránzazu, una obra exponente del arte sacro moderno. El proyecto es de los arquitectos Sáenz de Oiza y Luis Laorga del colegio de arquitectos de Madrid; junto a ellos intervienen el escultor Jorge Oteiza para la fachada principal, el pintor Lucio Muñoz para la decoración del ábside, el escultor Eduardo Chillida para las puertas principales de acceso, fray Javier María Álvarez de Eulate encargado de las vidrieras y el pintor Néstor Basterretxea para la decoración de las paredes de la cripta.

- Iglesia de los Canónigos Regulares Lateranenses, templo neogótico del siglo XIX.

- Ermita de San Martín, del siglo XVI y con cubierta de estructura de madera, es una buena muestra de la arquitectura popular. El retablo es obra de Pierres Picart.
- Casa Consistorial, edificio barroco del siglo XVIII construido por Martín Carrera en 1778.
- Casa-Torre de Zumeltzegi, de finales del siglo XII o de principios del XIV, fue la residencia local de los Condes de Oñate.
- Casa-Torre de Lazarraga, documentada en el siglo XV en la que ya habitaban los Lazarraga. Esta casa-torre tiene una fachada esgrafiada con garitones y acceso en arco apuntalado.
- Casa Hernani, data del siglo XVI y fue sede de la universidad de Oñate.
- Casa Otaudi-Jausoro, de finales del siglo XVI o principios del XVII, destaca su balcón esquinero.
- Palacio Don Pedruena, reconstruido a finales del siglo XIX o principios del XX, es un bello edificio de estilo barroco tardío.
- Torre de Urain o Zubiaur, torre de defensa o de cobro de impuestos o peajes.
- Plaza de los Fueros, de finales del siglo XIX, es una plaza rectangular porticada en tres de sus lados, quedando el cuarto libre y limitado por el frontón.
- Molino San Miguel, molino medieval propiedad de los Condes de Oñate, conserva elementos originales.
- Cueva de Arrikrutzu, que forma parte del extenso sistema kárstico de Gesaltza-Arikrutz que se extiende bajo el subsuelo de la peña Madina. El macizo de Aitzkorri está formado por rocas calizas y dolomitas procedentes del Jurásico superior y del Cretácico inferior. La extensión del sistema kárstico es de más de 14 km y está dividido en 6 niveles diferentes. Esta extensión hace que este sistema sea la mayor cavidad de Guipúzcoa. Arrikrutz se preparó para visitas turísticas en la primavera de 2007; para ello se acondicionó la galería 53, que es una galería fósil, antiguo sumidero del río Aldaola. La galería mide unos 500 m y tiene un desnivel de 45. Se han hallado en este lugar los restos de multitud de osos, cráneos de panteras y el esqueleto completo de un león de las cavernas.

Oñate contó hasta con 15 ermitas. La de Santa María Magdalena tiene especial relevancia al ser el lugar donde se hospedaron los primeros jesuitas que visitaron la villa a mediados del siglo XVI. Entre ellos estaba San Francisco de Borja, que dormía en un escalón.

### Fiestas
Las fiestas patronales son las de San Miguel, hacia el final del mes de septiembre. Pero las fiestas más reconocidas de la villa son las de Corpus Christi, a mediados de junio, en las que se celebra una procesión desde hace siglos, y una misa esa misma mañana. A la vez que la procesión suelen salir los dantzaris (bailarines) interpretando bailes tradicionales.

## Ciudades hermanadas
Oñate está hermanada con diferentes ciudades y poblaciones de varios países. Hay una plaza dedicada a recordar estos hechos, la plaza de los Hermanamientos. Las poblaciones hermanadas hasta la fecha son:
En España
- Macotera (provincia de Salamanca)

En México
- Guadalajara. Fundada por Cristóbal de Oñate.
- Zacatecas, desde octubre de 1996. También fundada por Cristóbal de Oñate.

En Francia
- Châteaubernard, desde verano de 1999.

En Argentina
- José C. Paz, desde junio de 2000. Esta ciudad argentina fue fundada por el oñatiarra José Altube.

En Sáhara Occidental
- Gleibat El Fula, desde marzo de 1995.